# Noticiero Univisión
Noticiero Univision es el programa informativo principal de la división Noticias Univision, perteneciente a la cadena de televisión estadounidense en español Univision. Se estrenó el 1 de julio de 1981 y se transmite actualmente desde el centro de producción NewsPort en Doral, Florida.

## Historia
El noticiero debutó en 1981 como el primer informativo nacional de Univision, dirigido a la creciente audiencia hispana en Estados Unidos.  
En 1986 se incorporó Jorge Ramos y en 1988 María Elena Salinas, quienes formaron la dupla más reconocida del noticiero durante casi tres décadas. En 2017, Salinas dejó la conducción y fue reemplazada por Ilia Calderón en la edición nocturna. Ramos permaneció como presentador hasta 2024.  
A lo largo de los años, el programa ha dado especial relevancia a la cobertura sobre inmigración, política estadounidense y relaciones internacionales con América Latina.

## Formato y programación
El noticiero cuenta con dos ediciones principales:  
- Edición vespertina: transmitida en vivo a las 6:30 p. m. (hora del Este y del Pacífico).
- Edición nocturna: transmitida a las 11:35 p. m. (hora del Este y del Pacífico), actualmente conducida por Ilia Calderón.

Las ediciones de fin de semana, tituladas Noticiero Univision: Fin de Semana, han sido presentadas por Félix de Bedout, Arantxa Loizaga y otros periodistas.  
Adicionalmente, la cadena transmite cápsulas informativas breves bajo el nombre Breve Informativo de Noticiero Univision, que se emiten durante la programación diaria.

## Presentadores destacados
- Jorge Ramos (1986–2024)
- María Elena Salinas (1988–2017)
- Ilia Calderón (2011–presente)
- Félix de Bedout (2010–presente)
- Enrique Acevedo (2012–2020)
- Arantxa Loizaga (2014–2021)
- Patricia Janiot (2018–2022)
- Maity Interiano (2023–2024)

## Recepción
Noticiero Univision ha sido descrito como el noticiero en español más visto en Estados Unidos, superando regularmente a su competidor directo, Noticias Telemundo.
Un estudio de audiencia señaló que mantiene un promedio de televidentes más jóvenes que los noticieros en inglés de las cadenas ABC, CBS y NBC, con una edad mediana de 44 años.

## Colaboraciones
El noticiero mantiene acuerdos de intercambio de contenido con diversas cadenas de América Latina, entre ellas: Televisa, Venevisión, Canal 1, RCN Televisión, Telecorporación Salvadoreña, TVC, RTS, América Televisión, Grupo ATV, Mega Media, Todo Noticias y CNN en Español.

## Historia
Los noticieros nacionales comenzaron en Univision en 1981, cuando la red era conocida como SIN (en español: Cadena Internacional hispana), y antes del cambio de nombre del canal, en 1987 el noticiero era conocido como el Noticiero Nacional SIN. La división de noticias tiene su base en las instalaciones de la cadena en Miami, Florida, con oficinas ubicadas en muchas de las estaciones de televisión de la cadena (en particular de sus estaciones propias y operadas por Univision Communications Inc.) en todo el país y en toda América Latina. 
En 1987, después de que el cofundador de Spanish International Network, Emilio Nicolás, Sr. y Emilio Azcárraga Milmo (copropietario de la cadena mexicana Televisa, quien asumió la copropiedad de SIN de su padre Emilio Azcárraga Vidaurreta en 1972) vendieron sus acciones en la compañía matriz Spanish International Communications a Hallmark Cards después de que la Comisión Federal de Comunicaciones (FCC) y el Departamento de Justicia de los Estados Unidos les pidieran que cedieran las acciones.
El noticiero está en pie de igualdad con los noticieros de idioma inglés en relación con los índices de audiencia en las zonas urbanas con una gran población hispana, siendo a menudo el noticiero más visto en áreas como la ciudad de Nueva York, Chicago, Los Ángeles y Miami. Univision también mantiene un sitio web y Twitter dedicado a las noticias en Inglés. El sitio está gestionado por Tumblr.
El 23 de enero de 2012, Noticiero Univisión estreno nueva gráfica y trasladó sus noticieros de la sala de redacción en una nueva serie llamada "[el] Centro de Noticias"; el set fue posteriormente actualizado para incluir el logotipo nuevo de Univision, que se estrenó el 1 de enero del 2013, luego en marzo de 2015 Noticiero Univision se transmitió desde la sala de redacción ya que el set estaba en reconstrucción, en el mes de julio de 2015 se estrenó el nuevo set, con dos pantallas gigantes, y nueva imagen.

## Noticiero nocturno
Noticiero Univisión es un resumen general de las noticias del día, con un enfoque hacia los acontecimientos que suceden en América Latina, y a nivel interno, las noticias y los temas más importantes para los estadounidenses hispanos y latinos. Por lo tanto, la inmigración y las relaciones diplomáticas con América Latina se destacan además de las cuestiones de gobierno, salud y asuntos económicos. Jorge Ramos Ávalos y María Elena Salinas comparten los deberes de conductores del programa, y lo han hecho desde 1986.

## Otros programas
La división de noticias también produce un noticiero nocturno, que se transmite a las 11:30 p. m. ET / PT (10:30 p. m. CT / MT, con una repetición a las 4:30 a. m. hora local) que se llama Noticiero Univisión: Edición Nocturna; Al Punto, el único talk show de la mañana de domingo en español hasta el debut de 2011 de Enfoque de Telemundo; Aquí y Ahora, una revista de investigación de noches de domingo; y proporciona actualizaciones de las noticias de ¡Despierta América! y Primer Impacto. Univision también proporciona cápsulas de noticias cada hora durante todo el día durante las pausas comerciales (excepto los que aparecen en los dos noticieros de la marca Noticiero Univisión y similar al peruano 90 segundos) e irrumpe en la programación si es necesario para sucesos de mayor relevancia. Algunos resúmenes de noticias de Televisa también salen al aire durante el fin de semana en el canal.

## Hombres y mujeres Ancla

### Presentadores
- Graciela del Rincon - presentadora entre semana, Primer Impacto, Noticiero Univisión: Edición Nocturna, Noticiero Univisión y Aquí y Ahora.
- Marisa Santibañez - copresentadora, Primer Impacto.
- Lolita Ayala - presentadora, Primer Impacto extra.
- Guillermo Ortega - copresentador de Noticiero Univisión: Fin de Semana
- Abraham Zabludovsky - presentador de noticias, Primer Impacto y ¡Despierta América!
- Pablo Barragan - copresentador nocturno, Noticiero Univisión, presentador, Al Punto.
- Lourdes Ramos - copresentadora de Noticiero Univisión: Fin de Semana
- Karina Muñoz - copresentadora, Aquí y Ahora.
- María Elena Salinas - copresentadora nocturna, Noticiero Univisión y copresentadora, Aquí y Ahora. (Trabajó hasta el 8 de diciembre de 2017.)
- Cristina Covarrubias - copresentadora de Noticiero Univisión: Fin de Semana
- Patricia Janiot - copresentadora de Noticiero Univisión: Edición Nocturna y Aquí y Ahora (Trabajó hasta septiembre de 2022.)